# خورخي مولينا
خورخي مولينا (بالإسبانية: Jorge Molina)‏ هو مجدف أرجنتيني، ولد في 10 يوليو 1956.

## وصلات خارجية
- خورخي مولينا على موقع الاتحاد الدولي للتجديف (الإنجليزية)
- خورخي مولينا على موقع اللجنة الأولمبية الدولية (الإنجليزية)
- خورخي مولينا على موقع أوليمبيديا (الإنجليزية)